# Symphonie no 1 de Roussel
Poème de la forêt
Pour les articles homonymes, voir Symphonie no 1.
La Symphonie no 1 en ré mineur op. 7, sous-titrée Poème de la forêt, a été composée de 1904 à 1906 par Albert Roussel. Il s'agit de la première de ses quatre symphonies. Elle est dédiée à Alfred Cortot et fut créée à Bruxelles le 22 mars 1908 sous la direction de Sylvain Dupuis.

## Analyse de l'œuvre
Ses quatre mouvements reprennent le cycle des saisons. L'œuvre fait partie de la période 1902-1913 d'inspiration impressionniste qui culmine avec son Festin de l'araignée.
1. Prélude - Forêt d'hiver
Le hautbois expose un thème d'une grande mélancolie.
2. Allegro - Renouveau
Atmosphère champêtre et lyrique d'une belle grâce mélodique soutenue par différents pupitres avec un épisode poétique mettant au premier plan les flûtes et les hautbois.
3. Adagio - Soir d'été
Page d'une calme douceur initiée par le violoncelle et le cor. La coda offrant au violon solo de belles couleurs crépusculaires.
4. Finale - Faunes et dryades
Alternance d'exubérance rythmique et de pauses agrestes dominées par les bois. Préfiguration de la bacchanale de Bacchus et Ariane. La fin du mouvement fait réapparaître les teintes assourdies du thème initial de la Forêt d'hiver.

Son exécution demande un peu plus d'une demi-heure environ. 